# Anelaphus yucatecus
Anelaphus yucatecus är en skalbaggsart som beskrevs av Chemsak och Noguera 2003. Anelaphus yucatecus ingår i släktet Anelaphus och familjen långhorningar. Inga underarter finns listade i Catalogue of Life.